# 249P/LINEAR
249P/LINEAR – kometa krótkookresowa, należąca do rodziny Jowisza oraz  obiektów typu NEO.

## Odkrycie
Kometa została odkryta 19 października 2006 w ramach programu obserwacyjnego LINEAR.

## Orbita komety i właściwości fizyczne
Orbita komety 249P/LINEAR ma kształt elipsy o mimośrodzie 0,82. Jej peryhelium znajduje się w odległości 0,51 j.a., aphelium zaś 5,04 j.a. od Słońca. Jej okres obiegu wokół Słońca wynosi 4,63 roku, nachylenie do ekliptyki to wartość 8,43˚.
Jądro tej komety ma rozmiary maks. kilku km.